# توافق قلبی
توافق قلبی یا آنتانت کوردیال (فرانسوی: Entente Cordiale‎) مجموعه‌ای از پیمان‌های دوستی بین جمهوری سوم فرانسه و پادشاهی بریتانیای کبیر و ایرلند بود که در ۸ آوریل ۱۹۰۴ امضا شد و با حل مشکلات بین دو کشور، شرایط را برای تفاهم مثلث فراهم کرد. امضای این قرارداد نتیجه سیاست‌های وزیر خارجه فرانسه تئوفیل دلکسه (معروف به سیستم دلکسه) بود که باور داشت اتحاد فرانسه با بریتانیا می‌تواند امنیت این کشور را با توازن قوا در برابر آلمان و سیستم اتحاد مثلث تأمین کند.
جنگ روسیه و ژاپن در ۸ فوریه ۱۹۰۴ و در جریان مذاکرات آغاز شد و فرانسه و بریتانیا که هر کدام متحد یکی از طرفین درگیر محسوب می‌شدند بی‌طرفی اختیار کردند و به مذاکرات ادامه دادند.

## مفاد قرارداد
طبق توافق قلبی مقرر شد تا:
- فرانسه از دعاوی خود در سودان چشم بپوشد.
- بریتانیا دست فرانسه را در مراکش باز بگذارد.
- دربارهٔ تحدید حدود مرزی در نیجریه و زامبیا به توافق رسیده شود.
- در آسیا با تقسیم سیام به دو منطقه نفوذ و در اقیانوسیه با اعمال حاکمیت دوگانه به اختلافات خود پایان دهند.[۱]